# Хуан Цзунсі
Хуан Цзунсі (黃宗羲, 24 вересня 1610 — 12 серпня 1695) — китайський філософ-неоконфуціанець, суспільно—політичний діяч і вчений-енциклопедист часів династії Мін.

## Життєпис
Народився 24 вересня 1610 року в окрузі Юйяо сучасної провінції Чжецзян. Був сином Хуан Цзунсу, значного політичного діяча, представника Дунліньскої партії, який загинув у в'язниці у 1626 році.
Сам Хуан Цзунсі також був близький до Дунліньскої школі, створивши «Товариство відродження» (фуше), яке успадкувало її ідеї, був учнем янмініста Лю Цзунчжоу. Хуан Цзунсі вів політичну і збройну боротьбу з маньчжурами як до, так і після їх встановлення влади у Пекіні у 1644 році. Припинивши опір у 1649 році, він оселився у себе на батьківщині в повіті Юйяо пров Чжецзян і зайнявся виключно науковою і литературною роботою. Помер 12 серпня 1695 року.

## Наукова діяльність
Славу Хуан Цзунсі принесли насамперед його історичні твори, в особливості пов'язані з подіями недавнього минулого — епохи Мін, від співпраці в написанні офіційної історії якої він з ідейних міркувань відмовився. Ним були створені класичні роботи з історії китайської філософії періоду її найвищого розвитку при династіях Сун, Юань, Мін: «Сун Юань Сюе ань» («Звіт про навчання епох Сун і Юань»; завершена Цюань Цзуваном, опублікована у 1838 році), «Мін жу сюеань» («Звіт про навчання конфуціанців епохи Мін», 1676 рік). Перший його самостійний трактат «Мін і дайфанлу» («Записки для очікуваного з візитом правителя в період Поразки Світла» або, в іншому можливому розумінні, «Записки, що просвіщають варварів в очікуванні приходу досконаломудрого правителя»), написаний у 1662 році та присвячений природзнавчій проблематиці. Зрештою він став засновником Чжецзянської історичної школи.
У загальнотеоретичному й філософському плані Хуан Цзунсі критикував як буддистську єресь, яку відстоювала школа Чен І — Чжу Сі і домінувавший в офіційному неоконфуціанстві пріоритет «принципу», всіляко підкреслюючи первинність корелятивної йому «пневми» (ци). Всенаповнююча, що є «єдиним коренем» (і бень), пневма «народжує людей, народжує речі», а принципи являють собою впорядкованість її «поширюваного дії» (лю син), тому «без пневми немає принципів» і «принцип — це принцип пневми».
Підтримуючи ідеї школи Лу Цзююаня — Ван Янміна щодо пріоритету «серця», Хуан Цзунсі стверджував, що «все наповняє небо і землю є серце» і «тому вичерпне дослідження принципів означає вичерпання темряви особливостей у власному серці, а не вичерпання темряви особливостей темряви речей».
Поєднання цих двох установок привело Хуан Цзунсі до «ототожненню серця і пневми» : «людина отримує пневму від Неба, щоб жити, і володіє тільки одним серцем, і все», «в Небі це пневма, в людині це серце, в Небі це принцип, в людині це індивідуальна природа».
Динамічний характер пневми як субстрату гносеопсихологічного центру — серця, в свою чергу, зумовив деятельносне трактування пізнання, що відобразилося в інтерпретації «доведення до кінця» з фундаментальної тези Ван Янміна про «доведенні знання до кінця» за допомогою категорії «дія».
Згідно з Хуан Цзунсі, всіма людьми від народження рухають приватні інтереси і прагнення до користі. Але в житті суспільства (Піднебесної) повинна здійснюватися загальна користь, за що відповідальний насамперед володар.
Посилаючись на різні історичні та міфічні прецеденти, Хуан Цзунсі визнавав легітимною як спадкову, так і неспадкову монархію, вважаючи головним критерієм легітимності прагнення монарха до суспільної користі, дотримання інтересів всієї Піднебесної, а не власних інтересів або своєї родини.
Хуан Цзунсі заперечував незмінюваність законів, стверджуючи, що кожна епоха має закони даної епохи, і доводячи це за допомогою історичних досліджень.
Він виступав за зрівняльний перерозподіл земель, відновлення давньої системи «колодязних полів», зниження податків з селян і їх п'ятиступеневу диференціацію в залежності від родючості землі, а також за те, щоб не тільки землеробство, але також торгівля і ремесло вважалися «основним заняттям»; за уніфікацію грошової системи, емісію паперових грошей і заснування банків; за таку систему військової повинності, при якій кожні 50 осіб виставляють одного рекрута, а 10 сімей постачають його харчами.
Окрім цього, займався вивченням географії, математики, астрономії, теорією музики і календарними розрахунками.

## Літературна діяльність
У віршах Хуан Цзунсі, як і в трьох його «Хроніках» і в «Записках про фортеці в горах Симіншань», простежується героїчна історія боротьби проти маньчжурських завойовників. Особливо бойовий дух поета знайшов своє вираження у таких рядках з поеми «Різні пісні, що написані у горах».